# Панфило де Нарваес
Панфило де Нарваес (на испански: Pánfilo de Narváez) е испански конкистадор и изследовател.

## Биография

### Произход
Роден е през 1478 година в провинция Сеговия, Кралство Кастилия и Леон, роднина на Диего Веласкес де Куелар, първият испански губернатор на Куба.

### Експедиционна дейност (1509 – 1528)

#### Завоюване на Ямайка и Куба (1509 – 1520)
През 1509 г. пристига в Америка и участва в покоряването на Ямайка, а след това през 1511 – 1512 в завоюването на Куба под предводителството на първия губернатор на острова Диего Веласкес де Куеляр. По време на завоюването на Куба Нарваес е един от организаторите на масовото изтребление на местните кубински индианци.

#### Неудачна експедиция в Мексико (1520 – 1523)
През 1520 г. Веласкес изпраща Нарваес начело на голям отряд от 800 души и 18 кораба в Мексико, за да залови Ернан Кортес и върне в Куба верните му войници. Веласкес е възмутен от неподчинението на Кортес и силно му завиждал за завоеванията, които предприема в Мексико. Кортес обаче внася разкол във войските на своя противник, като подкупва част от тях, а след това неочаквано ги атакува на 29 май. Войниците на Нарваес се сражават неохотно и на тълпи преминават на страната на Кортес. Самия Нарваес, който загубва едното си око в сражението, е разбит напълно, взет в плен и окован, но след близо три години е освободен. През 1523 г. Кортес му разрешава да се върне в Куба и даже му дава пари за из път. Неудачният съперник на Кортес намира все пак влиятелни хора, които му доверяват друга колониална задача – завоюването на Флорида и северното крайбрежие на Мексиканския залив.

#### Вторично откриване на река Мисисипи (1528)
На 1 май 1528 г. с 5 кораба, 400 души и 80 коня Нарваес достига до п-ов Флорида в района на залива Тампа. Завоевателят на Куба, който без усилия „побеждава“ беззащитните кубинци, като командир на голям отряд на континента се „проявява като безнадежден глупак“. След като слиза на брега на чуждата и враждебна страна, изпраща обратно корабите в Куба и предприема сухопътен поход на север в търсене на злато, за което му разказват пленени индианци. Придвижвайки се от един заблатен горски район в друг, отрядът изтощава запасите си от продоволствия, взети от изпратените назад кораби, като загубва повече от 1/3 от хората си и голяма част от конете. След като става ясно, че мероприятието е пред провал на 25 юни Нарваес заповядва да се тръгне на юг, към морето и в края на юли го достига, като открива залива Апалачи (84º з.д.).
Нарваес и останалите живи испанци решават да построят няколко малки корабчета, с които да достигнат до устието на река Пануко (на западното крайбрежие на Мексиканския залив). На 20 септември пет неумело построени големи лодки, с 242 души, тръгват на запад от залива Апалачи покрай брега на континента. На 87º з.д. е открит залива Пенсакола, през октомври – залива Мобайл (88ºз.д.), а в края на октомври – устието на река Мисисипи. По пътя испанците извършват грабителски набези в приморските индиански селища, но често срещат решителен отпор и със загуби се завръщат на корабите. По време на буря корабите се изгубват, като два от тях, на който е и Нарваес навлизат нагоре по течението на Мисисипи и изчезват безследно. По-късно става ясно, че останалите три кораба претърпяват корабокрушение покрай северния бряг на Мексиканския залив и почти всички хора загиват или изчезват безследно. Един от малцината оцелели от експедицията на Нарваес е Алвар Нунес Кабеса де Вака, който след седемгодишни скитания се завръща в Мексико.